# José Jesús Villa Pelayo
José Jesús Villa Pelayo (Caracas, 6 de noviembre de 1962) es un poeta, ensayista, crítico literario, analista geopolítico, asesor político, productor de radio, articulista de prensa, conferencista, promotor cultural, profesor universitario y abogado venezolano. Licenciado en Letras por la Universidad Central de Venezuela (1987) y Abogado por la Universidad Santa María (1992). También ha efectuado estudios de postgrado en Criminología en la Universidad Santa María y posee una equivalencia en Estudios Internacionales por la Universidad Central de Venezuela. Cuenta con un diplomado en Derechos Humanos de la Escuela de Derechos Humanos Juan Vives Suriá (2018). 

## Obra
José Jesús Villa Pelayo ha publicado los siguientes libros de poesía: Una hiedra negra para Sashne, FUNDARTE, 1990, del cual el maestro Juan Liscano dijo que se trataba de un poema épico y gnóstico fundacional. Nueva York, Dirección de Cultura de la Universidad Central de Venezuela, 1992, con prólogo de Alexis Márquez Rodríguez. Mariana de Coimbra, Monte Ávila Editores Latinoamericana, 1999. Las arpías vuelan sobre Manhattan, Fondo Editorial del IPAS-Ministerio de Educación, 2006. Diario de Alejandría, 1.ª. Edición, Fondo Editorial del IPAS-Ministerio de Educación, 2007. Antología/ 1985-2009, Fundación Editorial El Perro y La Rana, 2010, con prólogo de Mercedes Franco. Diario de Alejandría, 2.ª Edición, Monte Ávila Editores Latinoamericana, 2012. Elegía para un mago de Venecia, FUNDARTE, 2016. Maraclea de Seforis, Ediciones Madriguera, 2024. Asimismo, es coautor del libro de ensayos literarios Dos escritores frente a la crítica, 2006; del ensayo de geopolítica suramericana Poder Nacional Sudamericano, 2009; y del libro de ensayos sobre la vida y obra de Ludovico Silva Ludovico/Pensamiento crítico y Poesía (2012), publicados por el Fondo Editorial del IPAS-Ministerio de Educación. Villa Pelayo ha sido traducido a varios idiomas. 

## Premios recibidos
En 1987, recibe la Mención de Honor y la Mención Publicación por su poemario Nueva York, en la Escuela de Letras de la Universidad Central de Venezuela. En 1989, fue Primer finalista y recibió un voto como ganador del Concurso Anual de Poesía de FUNDARTE con su poemario Una hiedra negra para Sashne. En 1996, obtuvo la Mención de Honor del Concurso Conac-Lancom y, en 1999, recibió la Mención de Honor del Premio Municipal de Literatura con su poemario Mariana de Coimbra. En 2015, José Jesús Villa Pelayo gana el Premio Nacional de Literatura Stefania Mosca, mención Poesía, por su poemario Elegía para un mago de Venecia. En 2016, por su ensayo Francisco de Miranda o el Ángel de la Historia recibe el Premio del Concurso de Ensayo "Miranda y la Masonería" de la Gran Logia de la República de Venezuela. Por su ensayo "El Panteón de los Héroes", en el año 2020, recibe la Mención Publicación de la 1era. Convocatoria de Ensayo Crítico "Rol de la Masonería Venezolana del siglo XXI". En 2023, recibe el Premio del Concurso de Ensayo "Vida y Obra de I∴P∴H∴ José Antonio Páez Herrera" de la Gran Logia de la República de Venezuela por su ensayo Carga de Caballería. De acuerdo con la profesora Mercedes Franco, en la presentación de la Antología/ 1985-2009: "...La poesía de Villa Pelayo...está precedida por una poética y una visión muy sofisticada del quehacer literario... y ha influido...sobre muchos de nuestros jóvenes poetas...Nueva York... es un punto de inflexión en la poesía venezolana de fines del siglo XX, porque fue el puente y eslabón entre la poesía urbana e intimista que se escribió durante los años ‘80 y la poesía de personajes y máscaras de los 90s...". La profesora y poeta venezolana Elena Vera, en el texto "Presentación de un joven poeta", de 1992, explica: "...Frente a la poesía actual de nuestro país, José Jesús Villa Pelayo propone una nueva poesía" El 7 de noviembre del año 2022, se le rindió un  sentido homenaje al poeta José Jesús Villa Pelayo en la Casa Nacional de las Letras "Andrés Bello". En 2024, pronunció el Discurso de Orden del Bicentenario de la Masonería venezolana en la Gran Logia de la República de Venezuela.
José Jesús Villa Pelayo ha sido profesor de la Escuela de Comunicación Social de la Universidad Central de Venezuela, de la Escuela de Arquitectura de la Universidad José María Vargas y de otras universidades e institutos universitarios en la ciudad de Caracas. Desde 2021 es profesor de diplomado en la Universidad Metropolitana y dicta un Taller de Poesía, desde 2015, en la Casa Nacional de las Letras "Andrés Bello". Ha escrito artículos políticos en el diario El Nacional y ensayos literarios y poesía en la Revista Nacional de Cultura, en la Revista IMAGEN y en otras prestigiosas publicaciones periódicas internacionales como Casa de las Américas. Su programa de radio Enigmas del Poder, en la Radio Nacional de Venezuela, expresa su pensamiento sobre la nueva geopolítica venezolana. 
Escribió una columna de análisis político en la página A-4 del diario El Nacional y colabora constantemente con la Revista Nacional de Cultura y la revista IMAGEN DEL CONSEJO NACIONAL DE LA CULTURA (CONAC).

## Poesía
- Una hiedra negra para Sashne. FUNDARTE, Caracas, 1990.
- Nueva York. Dirección de Cultura de la Universidad Central de Venezuela, Caracas, 1992.
- Mariana de Coimbra. Monte Ávila Editores Latinoamericana C.A., Caracas, 1999.
- Las arpías vuelan sobre Manhattan. Fondo Editorial del IPAS-Ministerio de Educación, Caracas, 2006.
- Antología/1985-2009. Fundación Editorial El Perro y La Rana, Caracas, 2010.
- Elegía para un mago de Venecia. FUNDARTE, Caracas, 2016.
- Maraclea de Seforis. Ediciones Madriguera, Caracas, 2024.

## Antologías poéticas
Su poesía ha sido incluida, entre otras, en las siguientes antologías:
- Altri Termini/ Quaderni internazionali di letteratura (1991)
- Quaterni deni/ Antología (1991)
- Poetas venezolanos de los 90/ Breve antología no autorizada (2000)
- Las voces de la hidra: La poesía venezolana de los años '90 (2002)
- El coro de las voces solitarias/ Una historia de la poesía venezolana (2004)
- Viaje por la poesía venezolana y el orbitar universal (2004)
- Quiénes escriben en Venezuela (2006)
- En-Obra/ Antología de la Poesía Venezolana/ 1983-2008 (2008)
- Dos siglos de poesía venezolana (2008)
- El corazón de Venezuela/ Patria y Poesía (2008)
- Antología 5to Festival Mundial de Poesía/ 2008 (2009)
- El corazón de Venezuela/ Patria y Poesía 2a.Edición (2009)
- 27 F/ Poesía, Memoria y Revolución (2010)
- 27 F/ Poesía, Memoria y Revolución 2a.Edición (2011)
- Poetas venezolanos en solidaridad con Palestina, Irak y Líbano 2a.Edición (2011)
- Diccionario de Escritores Venezolanos 3a.Edición (2012)
- Caracas es poesía/ Antología poética Gran Caracas (2025)

## Ensayo
- Diario de Alejandría (2007)
- Diario de Alejandría 2a.Edición (2012)

## Obras en colaboración
- Dos escritores frente a la crítica (Coautor)(2006)
- Poder Nacional Sudamericano (Coautor)(2009)
- Ludovico/Pensamiento crítico y Poesía (Coautor)(2012)